# Claudius (duc)
Pour les articles homonymes, voir Claudius.
Claudius (ou Claude) est un dux hispano-romain du VIe siècle au service du royaume wisigoth d'Espagne, sous le règne du roi Récarède (586-601), 1er monarque « espagnol » catholique.

## Biographie
Gouverneur (ou duc) de la Lusitanie (dux Lusitaniae), catholique, proche de Récarède, Claudius écrase en 587 dans la région de Mérida une conspiration arienne suscitée par l'évêque Sunna et deux nobles, Segga (en) et Wittéric. Leur projet était notamment de l'assassiner, de s'emparer de la ville de Mérida, et de faire soulever ensuite la province de Lusitanie tout entière contre le roi Récarède.
Peu après, en 588-589, le roi Récarède lui confie des troupes et l'envoie en Septimanie repousser une invasion franque. En effet, Gontran, roi mérovingien de Burgondie, cherchant à conquérir la Gaule gothique, y avait envoyé une armée sous les ordres d'Austrovald, duc d'Aquitaine, tout en appuyant une révolte arienne dirigée par Athaloc, évêque de Narbonne, en rébellion contre Récarède. Le duc Claudius met en déroute les Francs près de Carcassonne ; selon l'hispano-romain Isidore de Séville, les Goths furent vainqueurs d'une armée franque de 60 000 hommes, chiffre manifestement très exagéré. Le chroniqueur gallo-romain Grégoire de Tours est probablement plus proche de la vérité en écrivant que les Francs laissèrent sur le terrain 5 000 morts et 2 000 prisonniers :
« Le roi Gontran fit marcher une armée en Septimanie. Le duc Austrovald étant arrivé à Carcassonne fit prêter serment au peuple, et le soumit à la puissance du roi. Le roi envoya Boson et Antestius pour se rendre maîtres des autres cités. Celui-ci arriva plein d’orgueil, méprisant le duc Austrovald, et le blâmant d’avoir osé, sans lui, entrer dans Carcassonne. Il y marcha avec les gens de Saintes, de Périgueux, de Bordeaux, d’Agen et de Toulouse. Comme il s’avançait ainsi plein d’arrogance, les Goths, avertis, se préparèrent à le faire tomber dans des pièges. Ayant placé son camp sur une petite rivière proche de la ville, il se mit à faire festin et s’enivra, éclatant en injures et en blasphèmes contre les Goths, qui, survenant à l’improviste, le surprirent, avec ses conviés, au milieu de leur repas. Alors ceux-ci, poussant des cris, sortirent contre les Goths. Ces derniers résistèrent peu et feignirent de prendre la fuite. Mais, comme les autres les poursuivaient, les gens qu’ils avaient mis en embuscade se levèrent, les entourèrent, et en firent un grand carnage. Ceux qui purent échapper, montant à cheval, se dérobèrent à grand-peine par la fuite, laissant par les champs tout leur mobilier, n’emportant avec eux rien de ce qui leur appartenait, et tenant à grand bonheur d’avoir la vie sauve. Les Goths, en les poursuivant, ramassèrent tous leurs effets, les emportèrent, emmenèrent captifs tous les piétons, et tuèrent près de cinq mille hommes. Ils en emmenèrent captifs plus de deux mille, mais en relâchèrent un grand nombre, qui retournèrent dans leur pays. ».
Dans sa chronique, Jean de Biclar fait de Claudius un héros catholique, le comparant au personnage biblique Gédéon :
« …Une armée franque envoyée par le roi Gontran, …entra en Gaule narbonnaise et installa son camp près de la ville de Carcassonne. Claude, duc de Lusitanie, envoyé par le roi Récarède arriva. Puis, dans une lutte acharnée, les Francs furent mis en fuite, leur camp et leur armée furent détruits par les Goths. En effet, c’est dans cette bataille que se révéla l'action de la grâce divine et de la foi catholique, que le roi Récarède et les Goths avaient reçu fidèlement, car pour Notre Seigneur il n’est pas difficile d’accorder la victoire à un petit nombre contre une multitude. En effet, on sait que le duc Claude, …, avec trois cents hommes, contre près de soixante mille francs, les tua presque tous par l'épée. En toute équité, à notre époque, on attribue à Dieu la gloire d'avoir agi dans la bataille, car on sait que, de même, dans les temps anciens, il donna la mort à plusieurs milliers de Madianites, hostiles au peuple de Dieu, par la main de Gédéon n’ayant que mille trois cents hommes. ».
Isidore de Séville parlant de cet événement déclare que cette victoire fut la plus grande que les Wisigoths aient remportée dans les Espagnes.
Une lettre du pape Grégoire le Grand, datée d'août 599, est adressée en Espagne à un certain Claudius. Certains historiens comme Paul Ewald et Ludo Moritz Hartmann (en) croient qu'il s'agit du duc Claudius de Lusitanie. Les termes louangeurs dont use le Pontife envers Claudius montrent l'importance de ce personnage et l'excellence des relations entre la papauté et la monarchie hispano-wisigothique.

## Sources primaires
- Jean de Biclar, Chronique, an III de Récarède (588-589) (lire en ligne)
- Grégoire de Tours, Histoire des Francs, IX (lire en ligne)
- Isidore de Séville, Histoire des Goths, 54